# Дубница (футбольный клуб)
«Дубница» (словац. Mestský futbalový klub Dubnica) — словацкий футбольный клуб из города Дубница-над-Вагом. Домашние матчи проводит на городском стадионе вместимостью 5 450 зрителей. Основанная в 1926 году «Дубница» до 1977 года оставалась любительским клубом и не поднималась выше региональных лиг. Лучшим достижением клуба в Цоргонь-лиге является 4-е место в 1995 году.

## Известные игроки
- Михал Ганек
- Юрай Довичович
- Петер Долежай
- Павел Ковач
- Адам Немец
- Петер Пекарик
- Душан Перниш
- Петер Петраш
- Франтишек Хадвигер
- Петер Шинглар

## Известные тренеры
- Станислав Грига
- Йозеф Янкех